# Thelypteris demissa
Thelypteris demissa är en kärrbräkenväxtart som beskrevs av Alan Reid Smith. Thelypteris demissa ingår i släktet Thelypteris och familjen Thelypteridaceae. Inga underarter finns listade.